# Peppe Servillo

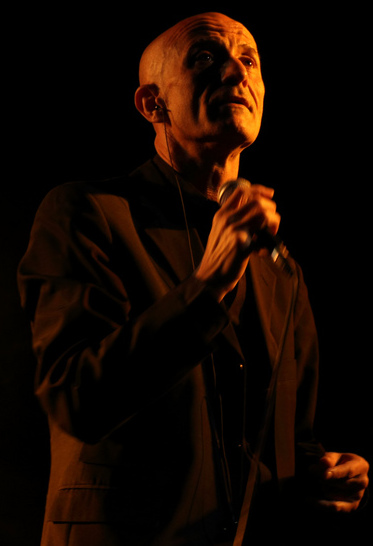
Servillo 2010

Giuseppe „Peppe“ Servillo (* 15. Oktober 1960 in Arquata Scrivia, Provinz Alessandria) ist ein italienischer Sänger, Songwriter und Schauspieler.

## Karriere
Wie sein älterer Bruder Toni wuchs Servillo in Caserta auf. Sein Zugang zur Musik war hauptsächlich autodidaktisch. 1980 gründete er die Gruppe Piccola Orchestra Avion Travel, deren Sänger er fortan war. Die erste Veröffentlichung erfolgte 1987 mit der EP Sorpassando. Nach einer Vielzahl weiterer Alben gelang der Gruppe im Jahr 2000 der Sieg beim Sanremo-Festival. Servillo war daneben auch als Schauspieler und als Songwriter für andere Interpreten tätig. 2005 leitete er das Projekt Uomini in Frac, ein Jazz-Tribut an Domenico Modugno, an dem Danilo Rea, Furio Di Castri, Rita Marcotulli, Fabrizio Bosso, Javier Girotto, Gianluca Petrella, Mauro Negri, Cristiano Calcagnile, Roberto Gatto und Marco Tamburini beteiligt waren.
Zusammen mit dem Solis String Quartet nahm Servillo 2012 das Album Spassiunatamente auf, das neapolitanisches Liedgut in den Mittelpunkt stellte. 2018 kehrte er an der Seite von Enzo Avitabile zum Sanremo-Festival zurück; mit Il coraggio di ogni giorno erreichte das Duo den zwölften Platz.

## Diskografie
Alben
- Omaggio a Domenico Modugno (2008; mit Uomini in Frac)

| Jahr | Titel            | Höchstplatzierung, Gesamtwochen, AuszeichnungChartsChartplatzierungen (Jahr, Titel, Platzierungen, Wochen, Auszeichnungen, Anmerkungen) | Anmerkungen              |
| Jahr | Titel            | IT | Anmerkungen              |
| ---- | ---------------- | --- | ------------------------ |
| 2012 | Spassiunatamente | IT50 (4 Wo.)IT | mit Solis String Quartet |

## Filmografie
- 1999: Tipota (Kurzfilm)
- 2001: Domenica
- 2003: La felicità non costa niente
- 2006: Quijote
- 2007: Lascia perdere, Johnny!
- 2009: Mannaggia alla miseria
- 2009: Interferenze
- 2010: La pecora nera
- 2011: Into Paradiso
- 2012: Paura 3D
- 2012: Transeuropae Hotel
- 2013: Song ’e Napule
- 2014: Le voci di dentro
- 2015: Due euro l’ora
- 2016: Indivisibili

## Belege
1. ↑  Peppe Servillo, classifiche. FIMI, abgerufen am 25. Januar 2018 (italienisch).

| Personendaten    | Personendaten                                     |
| ---------------- | ------------------------------------------------- |
| NAME             | Servillo, Peppe                                   |
| ALTERNATIVNAMEN  | Servillo, Giuseppe                                |
| KURZBESCHREIBUNG | italienischer Sänger, Songwriter und Schauspieler |
| GEBURTSDATUM     | 15. Oktober 1960                                  |
| GEBURTSORT       | Arquata Scrivia, Provinz Alessandria              |